# 薩爾茨吉特
萨尔茨吉特（德語：Salzgitter，發音：[zaltsˈɡɪtɐ] ⓘ）是德国下萨克森州的非县辖城市，面积224.49平方千米，2023年12月31日人口为105,039人。
萨尔茨吉特位于下萨克森州东南部，靠近汉诺威（51千米）、布伦瑞克（23千米）和希尔德斯海姆。1942年设市，是德国面积最大的城市之一。该市和沃尔夫斯堡、勒沃库森、艾森许滕施塔特是德国极少数几个创建于20世纪的城市之一。该市是德国第二大钢铁公司萨尔茨吉特股份公司总部所在地。

## 友好城市
萨尔茨吉特与以下城市结为友好城市：
- 芬兰 伊馬特拉（1970年）
- 英国 斯温顿（1975年）
- 法國 克雷泰伊（1980年）
- 俄羅斯 舊奧斯科爾（1987年）
- 德国 哥達（1988年）